# Campionato europeo femminile di pallacanestro Under-16 2001
Il Campionato europeo femminile di pallacanestro Under-16 2001 (noto anche come FIBA EuroBasket Women Under-16 2001) si è svolto in Bulgaria, a Veliko Tărnovo.

## Classifica finale
| Campione d'Europa | Campione d'Europa | Campione d'Europa |
| ----------------- | ----------------- | ----------------- |
| Francia           |                   |                   |
| Argento           | Russia            |                   |
| Bronzo            | Croazia           |                   |
| 4.                | Rep. Ceca         |                   |
| 5.                | Lettonia          |                   |
| 6.                | Slovacchia        |                   |
| 7.                | Spagna            |                   |
| 8.                | Italia            |                   |
| 9.                | Ungheria          |                   |
| 10.               | Jugoslavia        |                   |
| 11.               | Grecia            |                   |
| 12.               | Bulgaria          |                   |